# Bujaruelo
El valle de Bujaruelo es un valle del Pirineo aragonés, en la provincia de Huesca (España) lindante con el parque nacional de Ordesa y Monte Perdido, justo al noroeste del valle de Ordesa, y donde nace el río Ara, del que forma parte como zona periférica de protección. A pesar de su extraordinario valor natural y de los varios intentos llevados a cabo, intereses urbanísticos, turísticos y ganaderos han evitado su incorporación al mencionado Parque aún a pesar de ser limítrofe con él. Sin embargo sí que forma parte del lugar de importancia comunitaria Bujaruelo - Garganta de Los Navarros. Administrativamente, el territorio del valle forma parte del término municipal de Torla-Ordesa.

## Acceso

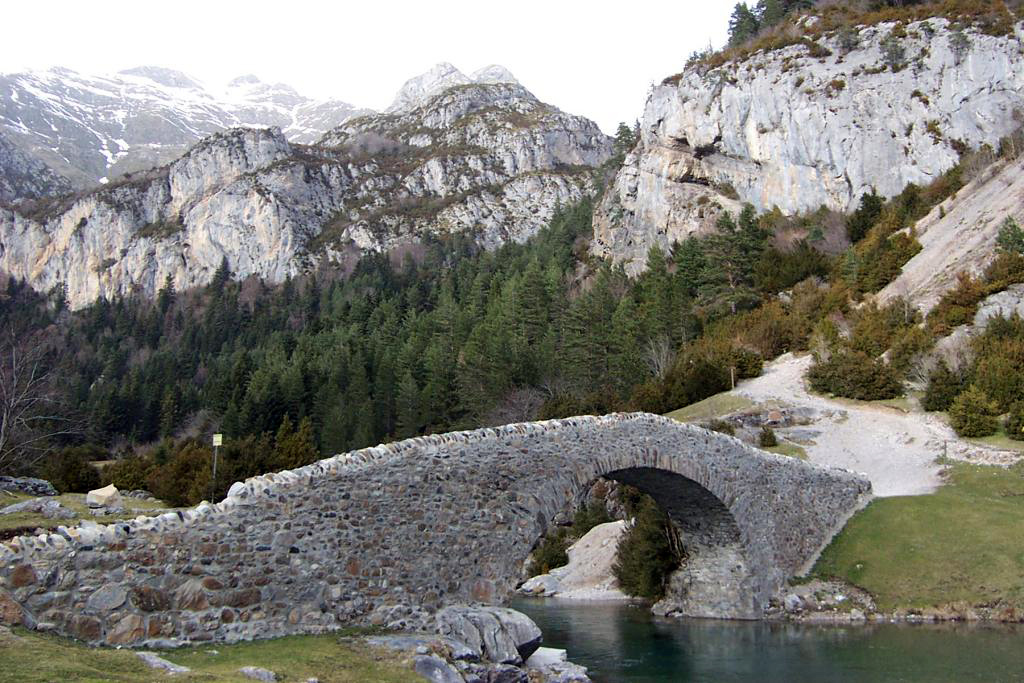
Puente románico en San Nicolás de Bujaruelo.

El acceso se realiza desde la localidad de Torla-Ordesa, en dirección al valle de Ordesa, pero desviándose en el Puente de los Navarros a la izquierda, desde donde se continúa por pista de tierra en irregulares condiciones. Se llega a un campamento y refugio, enclavado en medio del valle (1250 m) y flanqueado por enormes murallas de piedra. Posteriormente se llega hasta la pradera de San Nicolás de Bujaruelo (1420 m), donde se halla un refugio, restaurante y campamento, así como un puente románico. Desde esta pradera parten un buen número de rutas de media y alta montaña por los macizos de Tendeñera (2853 m), Viñamala (3298 m) y Monte Perdido (3355 m).

## Historia

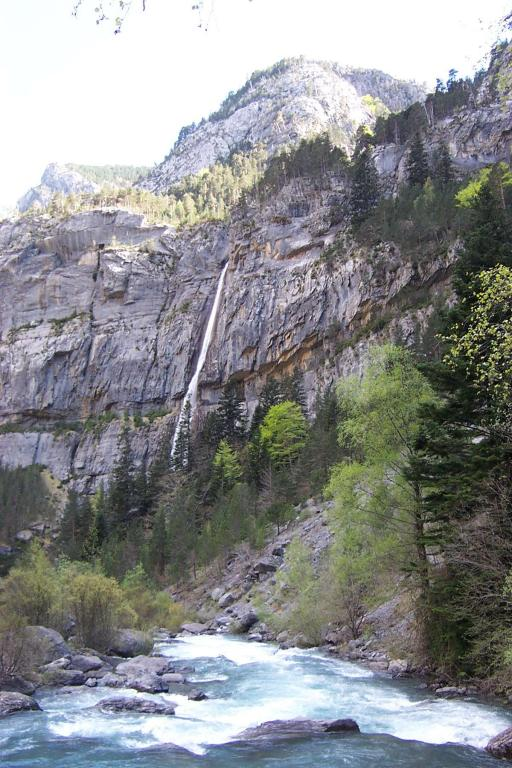
Salto de Carpin hacia el río Ara.

En tiempos Bujaruelo estuvo poblado, al levantarse en su interior el Hospital de San Nicolás, construido en torno al 1150 por la Orden de los Hospitalarios y alrededor del cual hubo poblamiento hasta el siglo XVIII. En la actualidad todavía puede verse el puente románico, las ruinas de su maltrecha iglesia y el mesón-hospital, tantas veces reconstruido como destruido en el transcurso de las numerosas guerras con Francia.
Ya en tiempos napoleónicos, existió un proyecto para construir un paso carretero de montaña hacia el puerto de Bujaruelo, frontera con Francia donde llega la carretera del col de Tentes y la estación de esquí de Gavarnie-Gèdre. Este proyecto fue definitivamente abandonado en la parte española hacia 1982, lo que permitió preservar en gran medida este entorno.
En la actualidad, este valle tiene un gran reclamo turístico, debido principalmente a su cercanía con el parque nacional, ya que es una zona más tranquila y sin tantas aglomeraciones.

## Ganadería, fauna y flora

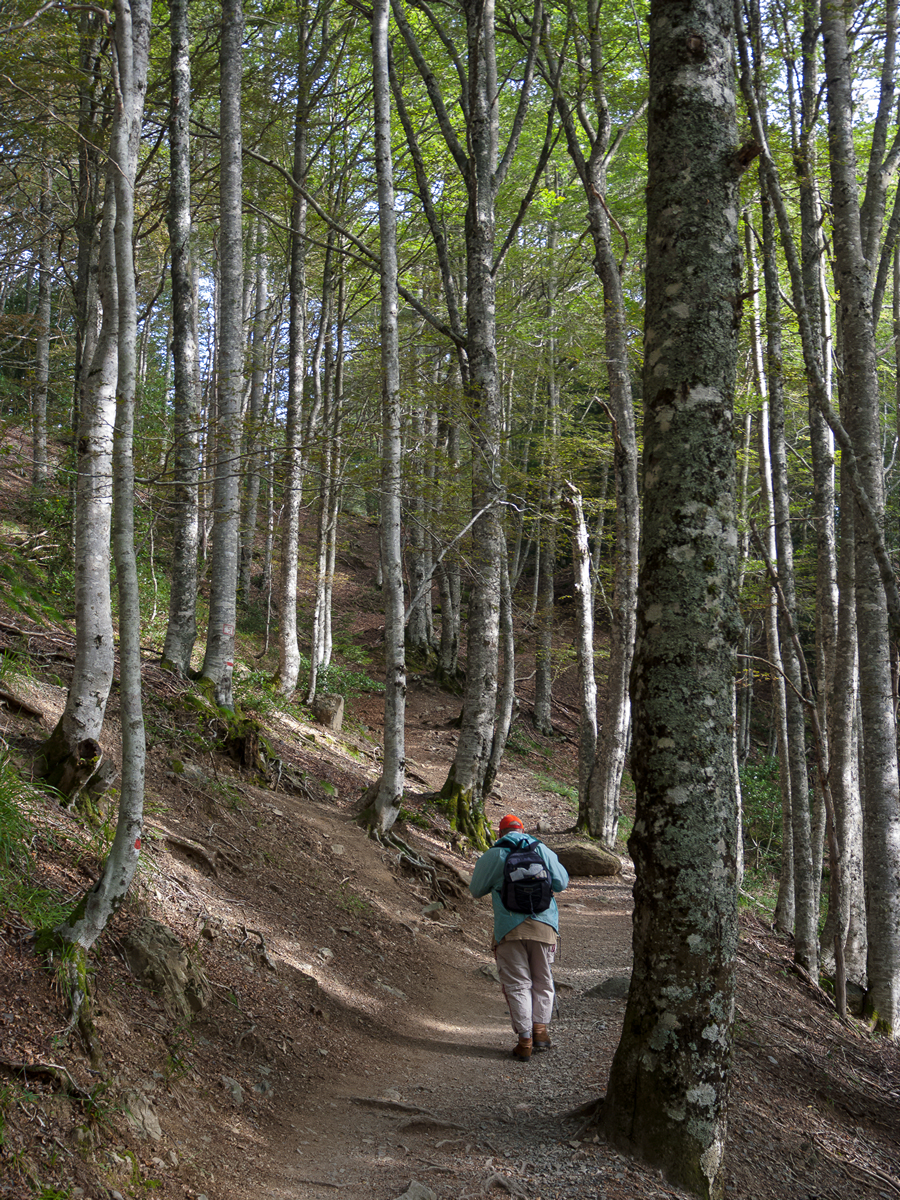
Bosque y senda.

Bujaruelo es el enclave ganadero por excelencia del valle de Broto. Su riqueza en pastos ha sido legislada desde tiempos medievales y aún hoy en día es posible disfrutar de la presencia de importantes cabañas bovinas y ovinas pastando en sus montes durante los meses de verano o pasando a Francia en cumplimiento de las seculares Concordias.
Respecto a su riqueza natural, baste indicar que es uno de los mejores refugios para muchas de las especies más amenazadas del Viejo Continente como el oso pardo pirenaico, el urogallo, quebrantahuesos, perdiz nival, nutria o desmán de los Pirineos aparte de cobijar en su seno espectaculares bosques de hayedos, pino negro, silvestre, robledales.